# Бесемерівський чавун
Бесемерівський чавун — вид переробного чавуну, призначений для переробки на сталь за бесемерівським процесом. Містить 0,9–1,4 % кремнію, 0,30–0,70 % марганцю, 0,06–0,07 % фосфору, 0,04–0,06 % сірки. Низький вміст фосфору для бесемерівського чавуну викликаний тим, що в бесемерівському конверторі з кислим футеруванням фосфор не видаляється і повністю залишається в металі, бувши шкідливою домішкою, що викликає холодноламкість. Вміст кремнію має бути вищим, ніж у мартенівському чавуні, бо в конверторі кремній вигорає, забезпечуючи прихід тепла для проходження процесу.